# Tsundoku

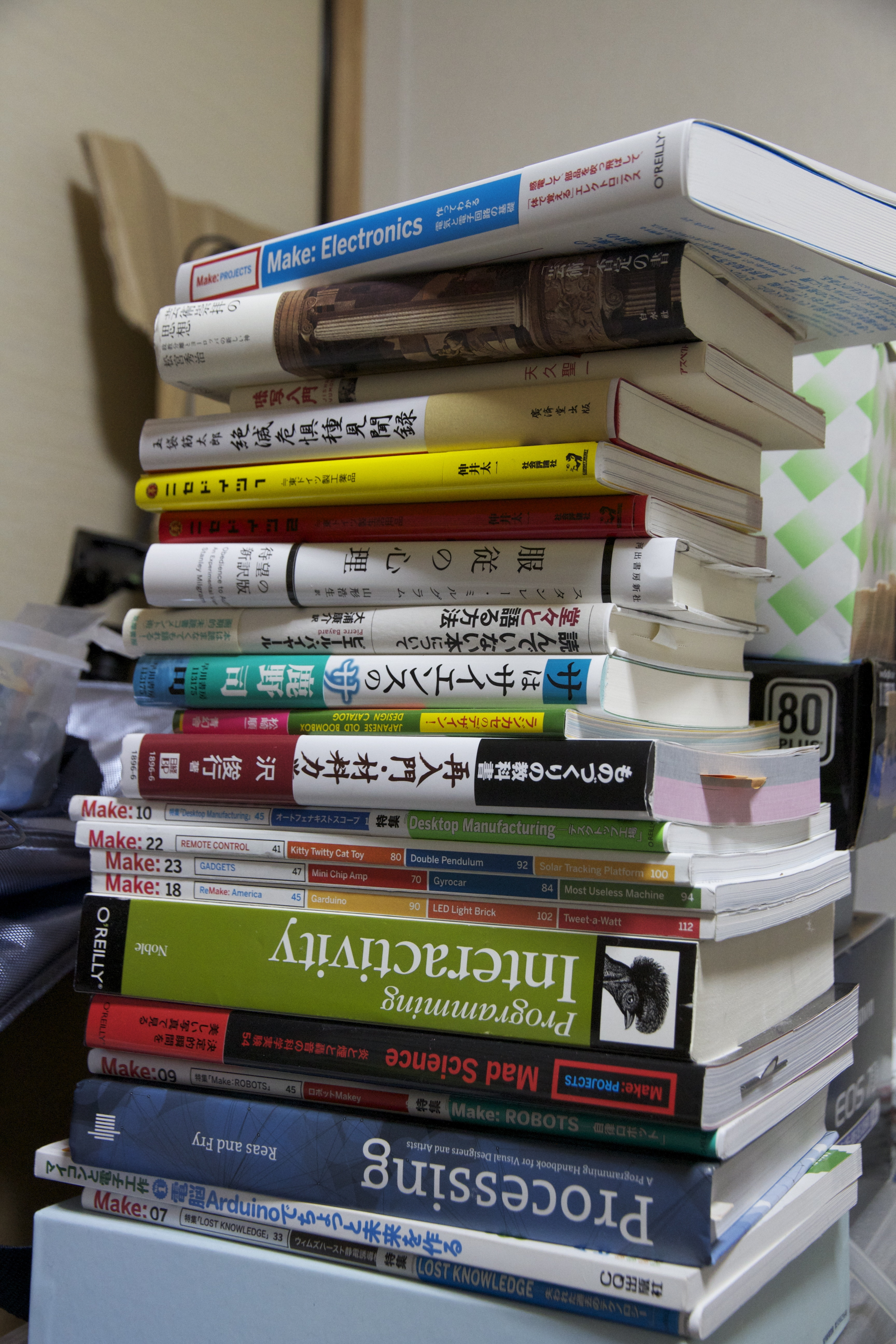
Uma pilha de livros encontrada após a limpeza de um quarto

Tsundoku (em japonês:  積ん読) é um termo japonês que se refere ao hábito de adquirir materiais de leitura e deixá-los empilhados em casa sem lê-los. Também é usado para se referir a livros que estão prontos para serem lidos mais tarde, mas que estão em uma estante.
O termo se originou na Era Meiji (1868–1912) como uma gíria japonesa. Ele combina elementos de tsunde-oku (積んでおく, empilhar coisas para mais tarde e sair) e dokusho (読書, lendo livros). Atualmente a palavra escrita combina os caracteres "empilhar" (積) e o caractere "ler" (読). Há sugestões para incluir a palavra na língua inglesa e em dicionários como o Collins Dictionary.
O autor e bibliófilo estadunidense A. Edward Newton comentou um estado semelhante em 1921.